# I misteri di Pittsburgh
I misteri di Pittsburgh è un romanzo del 1988 dello scrittore statunitense Michael Chabon. È un romanzo di formazione ambientato a Pittsburgh negli anni ottanta.
Questo è il primo romanzo di Chabon, presentato nel 1988 come tesi alla conclusione di un master di scrittura creativa durante gli studi alla University of Pittsburgh, tra il 1985 e il 1987. Il romanzo divenne un best seller.
Dal romanzo è stato realizzato un adattamento cinematografico, interpretato da Jon Foster, Sienna Miller, Peter Sarsgaard e Nick Nolte.

## Trama
Art Bechstein, giovane appena laureatosi in economia presso l'Università di Pittsburgh, è l'assennato figlio perbene d'un riciclatore di denaro ebreo al servizio della mala, che vorrebbe per lui una vita pulita e lontana dalla pervasività del mondo del crimine.
Dal momento in cui ha concluso i propri studi, Art è totalmente assorto dal pensiero di ciò che il futuro da lì in poi gli serberà e pertanto cerca di vivere un'ultima grande avventura estiva prima del suo inevitabile ingresso nel mondo degli adulti. Poco tempo dopo, fa la fortuita conoscenza dell'affascinante e carismatico Arthur Lecomte, omosessuale dichiarato, e del ribelle Cleveland Arning, riottoso biker dalla però sconcertante cultura, con i quali stringe amicizia e che lo coinvolgono nelle loro bizzarre scorribande. Nel mentre, Art conosce pure una ragazza - tanto bella quanto insicura -, Phlox Lombardi, con la quale inizia una relazione sentimentale.
Col passare del tempo, Art incomincia a una forma d'attrazione, tanto fisica quanto sentimentale, per l'amico Arthur, cosa che complicherà non poco la sua relazione con Phlox (oltreché, naturalmente, portarlo a riflettere seriamente su una sua presunta bisessualità), mentre la sua amicizia col turbolento Cleveland, sempre più invischiato nel corso della narrazione in attività illecite, lo porterà ad entrare in contatto con i pericolosi ambienti del crimine organizzato frequentati dal suo stesso padre. Dall'intricato evolversi dei suoi rapporti con la famiglia, i suoi amici e persino il suo cane, Art imparerà qualcosa d'importante su se stesso, che lo cambierà per sempre.

## Informazioni
A causa del modo semplice e giocoso di rappresentare gli amori gay e la bisessualità, Chabon è stato inizialmente identificato come uno scrittore gay.
Alcuni critici hanno accostato il personaggio di Art Bechstein ad altri noti personaggi letterari come Huck Finn, Tom Sawyer e Holden Caulfield.

## Edizioni
- I misteri di Pittsburgh, collana Omnibus stranieri, Milano, Mondadori, 1988.
- I misteri di Pittsburgh, collana Scala stranieri, traduzione di Patrizia Bonomi, Milano, Rizzoli, 2003, ISBN 88-17-87271-7.